# Bertel (sac)
Pour les articles homonymes, voir Bertel.
Le bertel, ou bertelle, est un sac très plat essentiellement fabriqué sur l'île de La Réunion ou à Madagascar. Il est tressé en fibres de vacoa et se porte comme un sac à dos. Son nom vient d'ailleurs de la déformation du terme français bretelle. Les coupeurs de canne à sucre qui en possèdent un y rangent souvent leur sabre à canne.